# This Is
This Is är svenska artisten och låtskrivaren Sveas debut-EP som släpptes 2019. EP:n består av 7 låtar och släpptes via Universal Music Sweden AB.

## Låtlista
| # | Titel                                       | Låtskrivare                                                                    | Producent                                      | Längd |
| - | ------------------------------------------- | ------------------------------------------------------------------------------ | ---------------------------------------------- | ----- |
| 1 | "Die For You"                               | Svea Kågemark, Tom Liljegren                                                   | Tom Liljegren                                  | 2:56  |
| 2 | "Stranger"                                  | Celine Svanbäck, Jeppe London Bilsby, Lauritz Emil Christiansen, Svea Kågemark | Jeppe London Bilsby, Lauritz Emil Christiansen | 3:11  |
| 3 | "Weak"                                      | Kerstin Ljungström, Louice Lindberg, Svea Kågemark, Victoria Alkin             | Kerstin Ljungström                             | 3:08  |
| 4 | "Don't Mind Me"                             | Celine Svanbäck, Jeppe London Bilsby, Lauritz Emil Christiansen, Svea Kågemark | Jeppe London Bilsby, Lauritz Emil Christiansen | 3:27  |
| 5 | "Selfish"                                   | Celine Svanbäck, Jeppe London Bilsby, Lauritz Emil Christiansen, Svea Kågemark | Jeppe London Bilsby, Lauritz Emil Christiansen | 3:19  |
| 6 | "Pearl"                                     | Ashley Milton, Daniel James Denis Goudie, My Helmner, Svea Kågemark            | Laconic                                        | 3:16  |
| 7 | I Love You But I Love Me More - Bonus Track | Anton Hård af Segerstad, Svea Kågemark, Tobias Frelin                          | Anton Hard                                     | 2:27  |